# Revoluční ozbrojené síly Kolumbie
Revoluční ozbrojené síly Kolumbie – lidová armáda (španělsky Fuerzas Armadas Revolucionarias de Colombia – Ejército del Pueblo, zkratka FARC nebo FARC-EP) je kolumbijská ultralevicová povstalecká organizace, která od 60. let 20. století vede guerillovou válku proti tamní vládě a paramilitárním frontám (AUC). Představitelé Kolumbie, Spojených států amerických a Evropské unie ji označují jako teroristickou organizaci.

## Historie

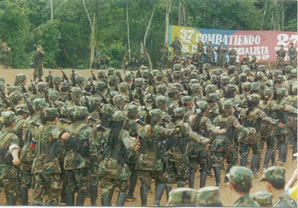
FARC

Založil ji Manuel Marulanda Vélez v roce 1964 z guerillových jednotek, které se účastnily bojů za tzv. La Violencia. V prvních dvou letech fungovala jako vojenská frakce Kolumbijské komunistické strany. Od počátku se uchylují k únosům, díky nimž mají získat finanční prostředky, a vraždám, které mají zastrašit obyvatele a odradit je od případné spolupráce s vládou. V 80. letech 20. století se k jejich aktivitám přidal obchod s drogami, z čehož svou činnost financují.
V roce 2013 FARC čítala cca 9 000 členů a ovládala asi třetinu země. Mír v zemi ovšem narušuje i levicová Národní osvobozenecká armáda (ELN), pravicové Spojené síly kolumbijské sebeobrany (AUC) a dříve také Hnutí 19. dubna (M-19).
Na konci června roku 2016 byla v kubánské Havaně, za přítomnosti např. generálního tajemníka OSN Pan Ki-Muna a prezidenta Raúla Castra, podepsána dohoda o definitivním příměří mezi vůdcem organizace FARC, Rodrigem Londoněm a kolumbijským prezidentem Juanem Manuelem Santosem. O dohodě se vyjednávalo tři a půl roku.
Dne 27. září 2016 pak byla v Havaně mezi zástupci kolumbijské vlády a FARC podepsána mírová dohoda, kterou však voliči v říjnovém referendu těsně odmítli.
Dle deníku El Tiempo si konflikt vyžádal od roku 1964 na 260 000 obětí a sedm milionů uprchlíků.